# Wonotobovallen
De Wonotobovallen bestaat uit een serie watervallen en stroomversnellingen in de Corantijn, de rivier die een natuurlijke grens vormt met Guyana in het westen van Suriname. 
Wonotobo vormt een ondoorwaadbare hindernis, zo'n 350 kilometer stoomopwaarts vanaf de monding van de Corantijn bij Nieuw-Nickerie. De stroomversnellingen zijn alleen per boot te bereiken. Ze ontstaan uit vier permanent stromende mondingen, genaamd de Engelsman, Fransman, blauwe kraan en de Nederlander, en een aantal kleinere en minder permanente stromingen. Het totale stroomgebied is een kilometer breed en vijf kilometer lang. Behalve een klein Trio-Indianendorpje en een Guyanees houthakkerskamp is het gebied onbewoond. 
De Wonotobovallen hebben de naam gegeven aan de Wonotobo Graniet die hier ontsloten is.

## Archeologie
Wonotobo is een archeologische vindplaats. Er zijn zo'n 33 petrogliefen en veel slijpgroeven rond de vindplaats aangetroffen. De eerste aardewerkvondsten werden er in juli 1959 door Geijskes gedaan. Hij groef er 22 testputten van een meter in het vierkant op een onderlinge afstand van 20 m. Hij vond zo'n 161 kg aardewerkscherven en een paar stenen voorwerpen. Hij deelde zijn vondsten in naar diepte, maar zijn vondsten werden in het Surinaamse museum door elkaar opgeslagen, waardoor veel informatie verloren ging en de stratigrafie onduidelijk bleef. In 1975 keerden F. Kruizinga en A. Boomert naar de vindplaats  terug om de stratigrafie op te helderen.
De vondsten zijn goed vergelijkbaar met de vondsten van het Cedros-Palo Seco-Los Barrancos/Erin-continuüm op Trinidad. De vier diepste lagen (50 tot 85 cm onder het oppervlak) leverden alleen Saladoïde aardewerk van wat het Maritieme Saladoïde Vroege Wonotobo-complex genoemd wordt. Er komen gecarineerde kommen voor zoals die anders alleen van Saladero bekend zijn.
De aanwezigheid van Saladoïde aardewerk laat zien dat deze cultuur zich niet alleen vanuit het westen langs de Surinaamse kust verspreidde, maar daarna zich ook stroomopwaarts verspreidde. Houtskoolfragmenten op een diepte van 55-100 cm leverden een koolstofdatering van 1900±40 jaar BP op. Ook dit komt goed overeen met de Cedros-fase van  de Saladoïde cultuur in de eerste eeuwen van de jaarteling. Verder naar boven wordt sterk door de Barrancoïde cultuur beïnvloed aardewerk gevonden. Dit wordt het Late Wonotobo-complex genoemd. Barrancoïde vondsten zijn ook elders in Suriname, langs de kust van de terpen Buckleburg-I en II bekend.